# Hermannia pseudofischeri
Hermannia pseudofischeri är en malvaväxtart som beskrevs av Martin Roy Cheek. Hermannia pseudofischeri ingår i släktet Hermannia och familjen malvaväxter. Inga underarter finns listade i Catalogue of Life.